# Британская ассоциация научной фантастики
Британская ассоциация научной фантастики (англ. British Science Fiction Association) (BSFA) — ассоциация, основанная в 1958 году группой британских писателей, издателей, книготорговцев и поклонников произведений в области научной фантастики.
Целью ассоциации было поощрение создания, продвижения и развития произведений научной фантастики любого жанра.
Первым президентом BSFA стал всемирно известный писатель-фантаст Брайан Олдисс, позже много лет ассоциацию возглавлял Артур Кларк.
В настоящее время Ассоциация издает три журнала:
- «Вектор» (Vector) — обзор событий и литературная критика; выходит два раза в месяц;
- «Матрица» (Matrix) — печатается и рассылается шесть раз в год;
- «Фокус» (Focus) — литературный журнал, выходит два раза в год[1].

В 1969 году BSFA учредила ежегодную премию BSFA (BSFA Award).
Представители Ассоциации входят в коллегию жюри премии Артура Кларка и выдвигают двух кандидатов на её присуждение.